# Triphoreae
Triphoreae Dressler, 1979 è una tribù di piante della famiglia delle Orchidacee (sottofamiglia Epidendroideae)

## Tassonomia
La tribù comprende 5 generi in 2 sottotribù:
Sottotribù Diceratostelinae
- Diceratostele Summerh. (1 sp.)

Sottotribù Triphorinae
- Monophyllorchis Schltr. (4 spp.)
- Pogoniopsis Rchb. f. (2 spp.)
- Psilochilus Barb.Rodr. (19 spp.)
- Triphora Nutt. (21 spp.)

Il genere Pogoniopsis era in precedenza assegnato alla tribù Pogonieae della sottofamiglia Vanilloideae. Recenti analisi filogenetiche hanno evidenziato la sua vicinanza al genere Triphora, motivandone la inclusione nella sottotribù Triphorinae.